# Dodge Mirada
La Mirada è un'autovettura full-size prodotta dalla Dodge dal 1980 al 1983.
Il modello fu commercializzato con solo tipo di carrozzeria, coupé due porte. Basata sul pianale J del gruppo Chrysler, la Mirada aveva il motore installato anteriormente e la trazione posteriore.
La Mirada era uno dei tre modelli Chrysler che erano costruiti sul pianale J del gruppo; le altre due vetture erano la seconda generazione della Chrysler Cordoba e la sesta serie della Imperial. I tre modelli furono la risposta della Chrysler all'esigenza di ridimensionamento dei modelli che era sentita l'epoca. Infatti, la Mirada era 360 kg più leggera e 2,3 pollici più corta del modello che sostituì, vale a dire la Magnum.
La Mirada restò pressoché immutata negli anni in cui fu prodotta. Gli unici cambiamenti furono nei colori offerti e nella motorizzazione. Con meno di 53.000 esemplari venduti nell'intero periodo in cui fu in produzione, la Mirada non ebbe un buon successo commerciale. A causa di questi bassi volumi di vendita, le Mirada giunte integre sino a noi suscitano un certo interesse da parte dei collezionisti. Gli esemplari più ricercati sono quelli con installato il motore V8 da 5,9 L, che sono i più rari.
A causa delle difficoltà finanziarie che all'epoca attanagliavano il gruppo Chrysler, la campagna pubblicitaria che accompagnò la commercializzazione della Mirada fu limitata.
La Mirada è stata assemblata a Windsor, in Canada.

## Caratteristiche tecniche
Alla base della motorizzazione era presente un propulsore Chrysler a sei cilindri in linea da 3,7 L di cilindrata. Tra le opzioni venne offerto un V8 da 5,2 L, mentre un motore V8 da 5,9 L fu disponibile esclusivamente sulla Mirada CMX e solamente nel 1980. Di Mirada CMX furono prodotti poco meno di 100 esemplari. I primi due motori citati erano accoppiati alla trasmissione automatica A904, mentre il propulsore da 5,9 L era associato al più robusto cambio automatico A727.
| Cilindrata, configurazione, tipo di carburatore         | Potenza massima @ giri                        | Coppia massima @ giri                           | Cambio                                |
| ------------------------------------------------------- | --------------------------------------------- | ----------------------------------------------- | ------------------------------------- |
| 3.687 cm³, sei cilindri in linea, carburatore monocorpo | 91 CV (1980) o 86 CV (1981–83) @ 3.600        | 217 N•m (1980) o 224 N•m (1981–83) @ 1.600      | cambio automatico A904 a tre rapporti |
| LA da 5.211 cm³, V8, carburatore doppio corpo           | 122 CV (1980) o 132 CV (1981–83) @ 3.600 giri | 332 N•m (1980) o 312 N•m (1981–83) @ 1.600 giri | cambio automatico A904 a tre rapporti |
| LA da 5.899 cm³, V8, carburatore quadruplo corpo        | 188 CV @ 4.000                                | 373 N•m @ 2.000                                 | cambio automatico A727 a tre rapporti |
| [ 1 ]                                                   |                                               |                                                 |                                       |

Le sospensioni anteriori erano a ponte torcente trasversale mentre quelle posteriori erano a balestra. Nel retrotreno era anche installata una barra antirollio. Era inoltre offerto il pacchetto "Sport Handling Package", che comprendeva degli ammortizzatori ad alte prestazioni, un rivestimento isolante per il ponte torcente e una barra antirollio anche per l'avantreno. I freni anteriori erano a disco, mentre quelli posteriori erano a tamburo. Entrambi i sistemi frenanti erano servoassistiti.

## L'equipaggiamento
Erano disponibili diversi tipi di tettuccio. I modelli di base ricevettero tutti un tettuccio in lamiera con inserti adesivi cromati che si estendevano dalla parte bassa del finestrino laterale posteriore fino ad attraversare il tetto stesso. I clienti che preferivano una Mirada più sportiva potevano ordinare il tettuccio apribile elettricamente oppure un tetto con apertura in vetro tipo Targa. Per gli acquirenti che invece preferivano uno stile più lussuoso, era possibile avere un tettuccio in vinile tipo landaulet oppure un tetto tipo cabriolet. Quest'ultimo era, in sostanza, una finta capote. Il tettuccio tipo Targa e quello Landaulet non furono offerti nel 1983, mentre gli altri furono disponibili tutti gli anni. Comunque, il tetto apribile elettricamente non fu molto popolare e venne solo offerto nel 1980 e nel 1981.
L'offerta per i cerchioni era limitata. Il modello base aveva cerchioni in acciaio da 15 pollici con mozzi a forma di turbina, oppure cerchi in lega di alluminio da 15 pollici e a dieci razze con interno verniciato. In quest'ultimo tipo di cerchione, i mozzi erano cromati.
La Mirada fu offerta con tre tipi di allestimenti, quello base, l'S (a volte chiamato SE) e il CMX.

### Gli interni

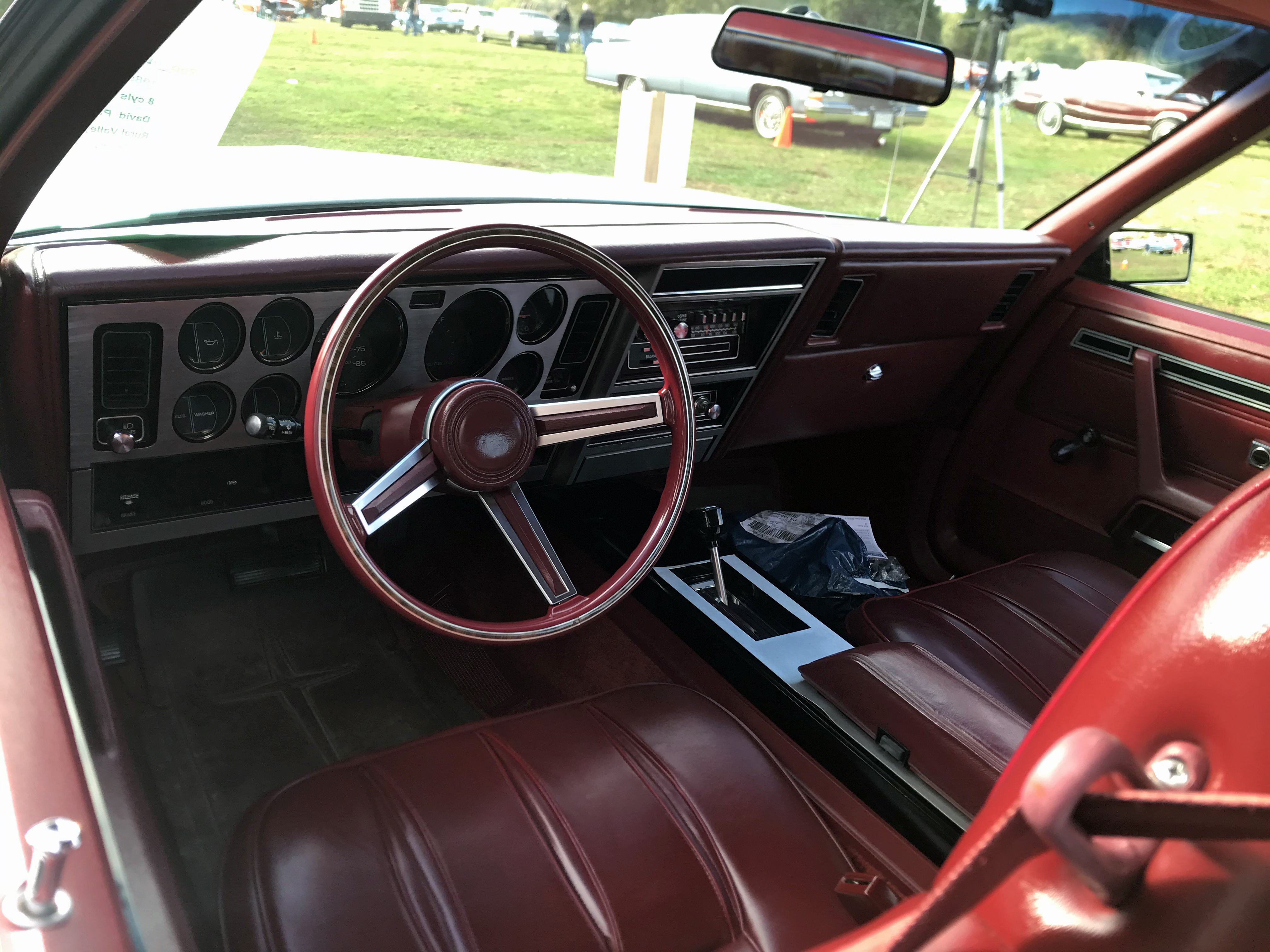
Gli interni

Gli interni della Mirada erano offerti con una grande varietà di materiali e colori. Il modello base possedeva un cruscotto di colore nero con inserti in finto legno, i quali attorniavano la consolle centrale e la strumentazione. La CMX possedeva invece degli inserti in alluminio che sostituivano quelli in finto legno della Mirada base. I sedili potevano essere rivestiti in vinile oppure in pelle ed erano ordinabili in configurazione singola oppure a divanetto. Questi ultimi potevano essere frazionabili con modalità 60/40. Dato che la Mirada poteva essere ordinata con leva del cambio sul pavimento oppure sul piantone dello sterzo, i sedili a divanetto erano disponibili con quest'ultima soluzione.
Gli acquirenti potevano ordinare un'autoradio AM/FM, un riproduttore di cassette con autoradio AM/FM, oppure un'autoradio AM/FM con riproduttore di cassette Stereo8. Era anche offerta una radio CB. Il volante era a due razze ed aveva il bottone del clacson montato sulle razze stesse. Il volante della CMX era il Mopar "Tuff Wheel", che era simile a quelli che si potevano trovare su alcune muscle car degli anni settanta elaborate Mopar come la Dodge Challenger. Gli alzacristalli erano meccanici, anche se potevano essere ordinati quelli elettrici.

## Le competizioni

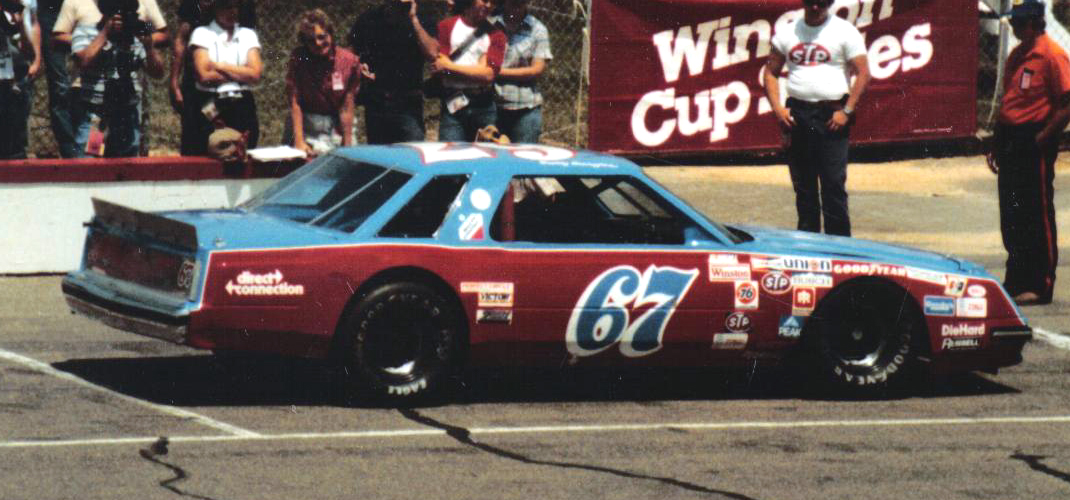
Buddy Arrington sulla sua Dodge Mirada n° 27 al Van Scoy 500 del 1983

C'era la speranza che la Mirada riaprisse le porte del successo alla Dodge nelle gare NASCAR. L'ultima vittoria del marchio era infatti datata novembre 1977. Lee Iacocca chiamò personalmente Richard Petty, a lungo pilota della Dodge, alla fine del novembre del 1980 e gli chiese di costruire e provare una Mirada elaborata per le gare NASCAR, assicurando nel contempo che il gruppo Chrysler avrebbe fornito alla Petty Enterprises i componenti per la vettura. Petty, che lasciò la Dodge per la General Motors nel 1978, accettò e altre scuderie coma la Junior Johnson & Associates ne seguirono l'esempio. La scuderia Johnson avrebbe poi costituito un brutto colpo per la Dodge, poiché tale squadra correva con vetture General Motors fin dall'inizio della sua storia. Inoltre essa aveva appena ingaggiato Darrel Waltrip strappandolo alla scuderia DiGard Motorsports (prima di tale evento, Waltrip aveva già vinto 22 gare con vetture General Motors)
La scuderia di Petty preparò la vettura e alcuni test iniziali furono incoraggianti. Il 17 gennaio 1981 al Daytona International Speedway davanti a 15.000 spettatori, la Mirada fu più lenta di 13 km/h dei modelli General Motors e Ford. Questi test rivelarono però che la Mirada, sebbene dotata di un profilo abbastanza aerodinamico, possedeva un alto coefficiente di resistenza aerodinamica che le impediva di superare le 185 miglia orarie. La scuderia di Petty rifiutò di continuare la collaborazione e cedette la vettura a Buddy Arrington. La scuderia Johnson fece analogamente, ed entrambi i team presero come vettura di riferimento la Buick Regal ponendo fine al tentativo della Chrysler di tornare a dominare le gare NASCAR. Comunque, due scuderie minori, la Arrington Racing e la Negre Racing, utilizzarono delle Mirada per le stagioni dal 1981 al 1984, arrivando per 17 volte nelle prime dieci posizioni senza però mai dominare le corse. Pochi altri piloti corsero con le Mirada, finendo spesso però doppiati oppure ritirandosi per guasti meccanici. La Mirada non partecipò più a corse NASCAR dopo la stagione 1984 segnando anche il temporaneo ritiro del gruppo Chrysler, che non prese più parte a queste corse fino al 2001.